# Defensoria Pública do Estado de Minas Gerais
A Defensoria Pública do Estado de Minas Gerais (DPMG) é um órgão autônomo do estado brasileiro de Minas Gerais.
No âmbito estadual, cada Defensoria deverá ter sua própria lei, o que ocorreu em Minas Gerais pela edição da Lei Complementar 65 de 16 de janeiro de 2003, que organiza a Defensoria mineira, definindo sua competência e dispondo sobre a carreira de Defensor Público.

## Composição da Defensoria Geral
O Conselho Superior da Defensoria, biênio 2012/2014, é formado por treze membros, sendo cinco natos e oito eleitos.
| Defensor-público geral              | Mandato                    | Referência |
| ----------------------------------- | -------------------------- | ---------- |
| Andréa Abritta Garzon Tonet         | 2010 - 2014                | [ 4 ]      |
| Christiane Neves Procópio Malard    | julho de 2016 - 2018       | [ 5 ]      |
| Gério Patrocínio Soares             | julho de 2018 - 2022       | [ 6 ]      |
| Raquel Gomes de Sousa da Costa Dias | julho de 2022 - atualidade | [ 7 ]      |

## História
Embora a criação das defensorias públicas passassem a ser previstas pela Constituição de 1988, Minas Gerais era um dos poucos estados a já possuir um órgão de  assistência judiciária gratuita estatal, com profissionais que se reconheciam como defensores públicos.
Em 2019, manifestou-se no sentido de recomendar à Polícia Militar que não promovesse repressão a manifestações políticas durante o Carnaval. Em março de 2019, a entidade ingressou judicialmente com pedido de bloqueio de 1 bilhão de reais da Vale, com objetivo de garantir indenizações às vítimas da tragédia de Brumadinho.